# Serie A1 2002-2003 (hockey su prato maschile)

## Classifica
|  | Pos. | Squadra     | Pt | G  | V  | N | P  | GF | GS | DR  |
|  | ---- | ----------- | -- | -- | -- | - | -- | -- | -- | --- |
|  | 1.   | Amsicora    | 44 | 18 | 15 | 1 | 2  | 72 | 31 | +41 |
|  | 2.   | Roma        | 41 | 18 | 13 | 2 | 3  | 70 | 36 | +34 |
|  | 3.   | Ferrini     | 31 | 18 | 9  | 4 | 5  | 50 | 37 | +13 |
|  | 4.   | Lazio       | 31 | 18 | 9  | 5 | 4  | 48 | 38 | +10 |
|  | 5.   | CUS Bologna | 30 | 18 | 9  | 3 | 6  | 37 | 31 | +6  |
|  | 6.   | CUS Torino  | 24 | 18 | 7  | 3 | 8  | 52 | 54 | -2  |
|  | 7.   | Cernusco    | 19 | 18 | 5  | 4 | 9  | 36 | 42 | -6  |
|  | 8.   | Suelli      | 17 | 18 | 5  | 2 | 11 | 33 | 46 | -13 |
|  | 9.   | CUS Padova  | 13 | 18 | 4  | 1 | 13 | 42 | 54 | -12 |
|  | 10.  | Eur         | 5  | 18 | 1  | 2 | 15 | 20 | 91 | -71 |

Legenda:

      Qualificate ai play-off scudetto
      Retrocesse in Serie A2 2003-2004

## Play off Scudetto

### Semifinali
| Squadra 1 | Squadra 2 | Risultato                |
| --------- | --------- | ------------------------ |
| Amsicora  | Lazio     | 24 maggio-31 maggio 2003 |
| Amsicora  | Lazio     | 5 - 0 , 1-2              |
| Roma      | Ferrini   | 24 maggio-31 maggio 2003 |
| Roma      | Ferrini   | 4 - 2 , 1-0              |

### Finale 1º/2º posto
| Squadra 1 | Squadra 2 | Risultato                |
| --------- | --------- | ------------------------ |
| Amsicora  | Roma      | 21 giugno-28 giugno 2003 |
| Amsicora  | Roma      | 4 - 2 , 6-4              |

## Verdetti
- Amsicora : campione d'Italia.